# Tituly a vyznamenání Antónia Ramalha Eanese

Erb prezidenta Portugalska jakožto rytíře Řádu Isabely Katolické

Erb prezidenta Portugalska jakožto rytíře Řádu Karla III.

António Ramalho Eanes, portugalský politik a bývalý prezident Portugalska, obdržel během svého života řadu portugalských i zahraničních, státních i nestátních vyznamenání a ocenění. Ve funkci prezidenta republiky zastával také post velmistra portugalských řádů.

## Vyznamenání

### Portugalská vyznamenání

#### Velmistr
V období výkonu funkce prezidenta republiky v době od 14. července 1976 do 9. března 1986 byl velmistrem portugalských řádů.
- Stuha třech řádů
- Řád věže a meče
- Řád Kristův
- Řád avizských rytířů
- Řád svatého Jakuba od meče
- Řád prince Jindřicha
- Řád svobody
- Řád za zásluhy
- Řád veřejného vzdělávání

#### Osobní vyznamenání
- rytíř Řádu avizských rytířů – 28. července 1972[1]
- velkokříž s řetězem Řádu věže a meče – 9. března 1986[1]
- velkokříž Řádu svobody – 25. dubna 2004[1]
- velkokříž s řetězem Řádu svobody – 28. prosince 2015[1]
- velkokříž s řetězem Řádu prince Jindřicha – 20. června 2016[1]
- Válečný kříž II. třídy – 1968[2]
- Medaile za vynikající službu – 1971[2]

### Zahraniční vyznamenání
- Belgie
  -  velkokříž Řádu Leopolda II. – 7. června 1982[3]
- Brazílie
  -  velkokříž s řetězem Řádu Jižního kříže – 16. května 1978[4]
  -  velkokříž Vojenského záslužného řádu – 15. července 1980
- Bulharsko
  -  Řád Stará planina I. třídy – 15. července 1980
- Dánsko
  -  rytíř Řádu slona – 25. června 1984[5]
- Egypt
  -  velkokříž Řádu Nilu – 28. března 1984[3]
- Francie
  -  velkokříž Řádu čestné legie – 5. března 1979[3]
- Island
  -  velkokříž s řetězem Řádu islandského sokola – 21. listopadu 1983[3][6]
- Itálie
  -  velkokříž s řetězem Řádu zásluh o Italskou republiku – 14. května 1980[7]
- Jugoslávie
  -  řetěz Řádu jugoslávského praporu – 30. května 1983
- Konžská republika
  -  velkokříž Řádu za zásluhy – 16. května 1984
- Lucembursko
  -  rytíř Nassavského domácího řádu zlatého lva – 2. ledna 1985[3]
- Maďarsko
  -  Řád praporu Maďarské lidové republiky I. třídy – 15. července 1980[3]
- Německo
  -  velkokříž Záslužného řádu Spolkové republiky Německo – 15. července 1980[3]
- Norsko
  -  velkokříž s řetězem Řádu svatého Olafa – 1978
- Rumunsko
  -  Řád hvězdy Rumunské socialistické republiky I. třídy – 15. července 1980[3]
- Řecko
  -  velkokříž Řádu cti – 7. února 1986[3]
- Spojené království
  -  čestný rytíř velkokříže Řádu lázně – 15. července 1980
  -  Královský Viktoriin řetěz – 1985
- Španělsko
  -  velkokříž s řetězem Řádu Isabely Katolické – 21. května 1977 – udělil král Juan Carlos I.[8]
  -  velkokříž s řetězem Řádu Karla III. – 2. května 1978 – udělil král Juan Carlos I.[9]
- Vatikán
  -  rytíř velkokříže s řetězem Řádu Pia IX. – 18. července 1980[3]
- Východní Timor
  -  velkokříž s řetězem Řádu Východního Timoru – 19. května 2012[10]
- Zair
  -  velkostuha Národního řádu levharta – 5. ledna 1984

### Ostatní vyznamenání
- velkokříž s meči Maltézského záslužného řádu – Suverénní řád Maltézských rytířů, 29. dubna 1983[3]